# Corsyra fusula
Corsyra — род жужелиц из подсемейства Lebiinae (по современным исследованиям — Harpalinae).

## Описание
Надкрылья округлые, бороздки резкие. Верхняя часть тела в густых коротких волосках.

## Систематика
В составе рода единственный представитель
- Corsyra fusula Fischer von Waldheim, 1820